# Igloo

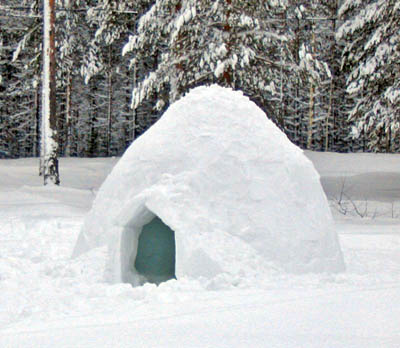
Igloo.

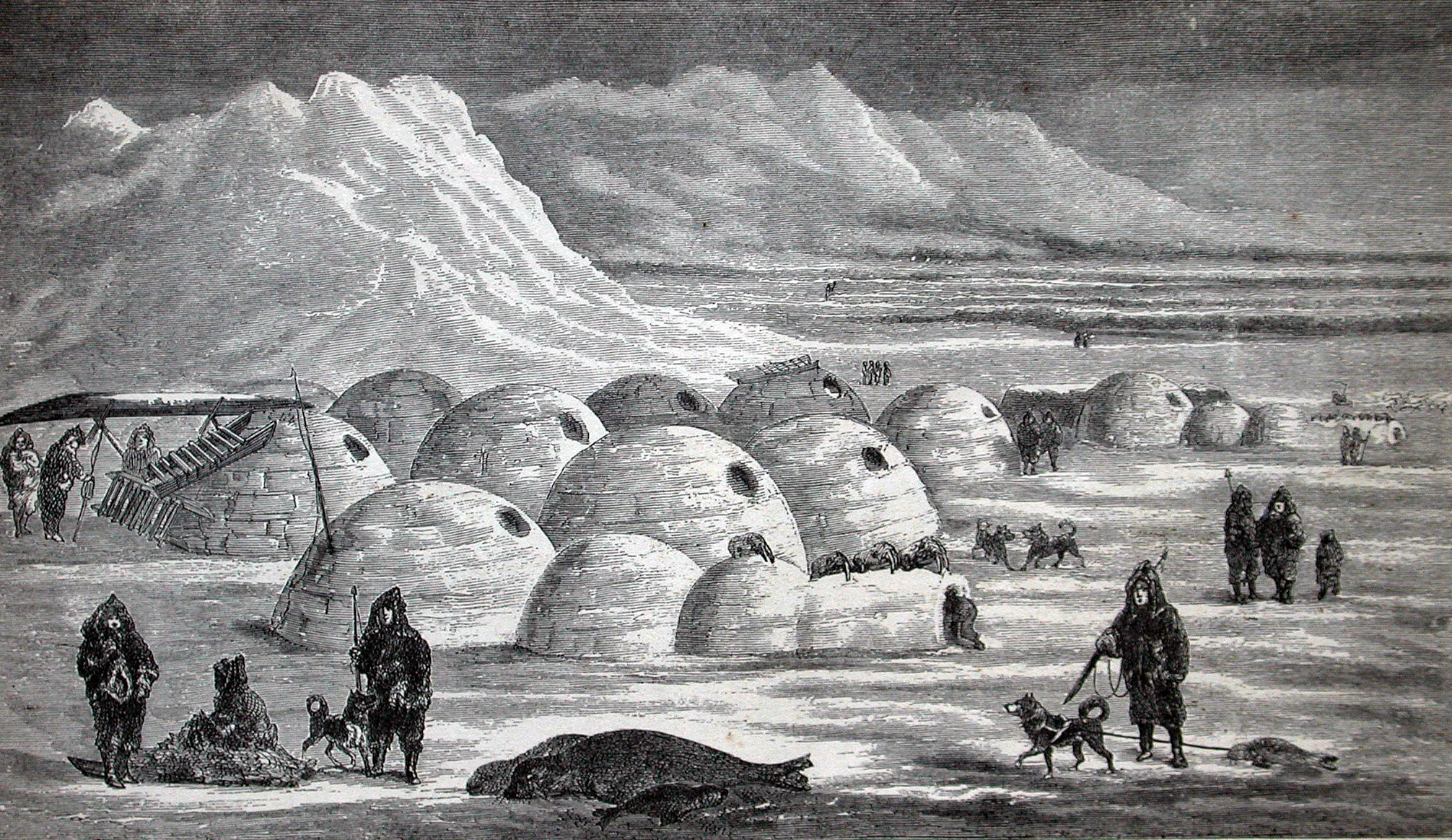
Igloor i Oopungnewing, Baffinön, omkring 1865.

Igloo (mindre vanlig alternativ stavning iglo), är en kupolformad snöhydda, som är en bostad för kanadensiska inuiter i området mellan Mackenziefloden och Labradorhalvön. Den används också i viss utsträckning även hos polarinuiterna på nordvästra Grönland. 
Igloon är delvis nedgrävd och med ingångstunnel. Som jaktbostad; tillfällig byggnad av packad snö som skurits ut i block och staplats kupolformat i stigande varv. Iglu (ᐃᒡᓗ) betyder ”hus” på inuiternas språk inuktitut.